# Audiofrekvens
 Ikke at forveksle med Lavfrekvens (30 kHz - 300 kHz).
En audiofrekvens, tonefrekvens, lydfrekvens, lavfrekvens (forkortet AF, LF) eller hørbare frekvensområde er karakteriseret som periodisk vibration hvis frekvens er hørbart. Det videste hørbare frekvensområde for en del dyr inkl. mennesker er fra 3 Hz til 30KHz. Dog kan fx hvaler og flagermus høre endnu højere frekvenser end 30kHz.
Den generelt accepterede standardområde af menneskers hørbare frekvenser er 20 til 20.000 Hz,
selvom det individuelle menneskes hørbare frekvensområde er stærkt miljøbetinget. Frekvenser under 20 Hz bliver mærket i stedet for hørt og her forudsættes at vibrationsamplituden er stærk nok. Frekvenser over 20.000 Hz kan nogle gange registeres af unge. De høje frekvenser er de første som bliver påvirket af høretab grundet alder og/eller udsættelse for længerevarende stærk lyd/støj.